# Pisang goreng
El pisang goreng (banana frita en indonesio/malayo) es un snack hecho de banana, rebozada o no, frita en aceite de cocina caliente, que se encuentra principalmente en Indonesia, Malasia, Singapur, Brunéi, Filipinas, Tailandia y Camboya.
El pisang goreng se asocia con mayor frecuencia con Indonesia, y de hecho el país tiene la mayor variedad de recetas de pisang goreng. Sin embargo, esta merienda de banana frita también se considera nativa de los países vecinos; particularmente Malasia, Brunéi y Singapur. Se consume como merienda en la mañana y en la tarde. En Indonesia y Malasia, los vendedores ambulantes venden pisang goreng, aunque también es ofrecido en cafeterías y restaurantes.

## Ingredientes
El plátano de cocina se usa a menudo en lugar del banana. Tradicionalmente, alguna variedad de plátano como pisang raja y el pisang tanduk son utilizados para preparar pisang goreng. A menudo se reboza el plátano y luego se fríe en abundante aceite de palma. El pisang goreng se prepara rebozado o simplemente frito. El rebozado más comúnmente usado es una combinación de harina, ya sea de trigo, harina de arroz, tapioca o pan rallado. Algunas recetas agregan leche de coco o leche y extracto de vainilla en el rebozado para agregar más aroma.
La mayoría de los vendedores ambulantes tradicionales los venden sin ningún ingrediente adicional o coberturas. Sin embargo, las cafeterías, coffee shop y restaurantes que sirven pisang goreng son más sofisticados y lo presentan de varias maneras; como espolvoreado con azúcar en polvo, azúcar con canela, y acompañado con queso, mermelada, leche condensada, chocolate o helado de vainilla.

## Pisang goreng en Indonesia

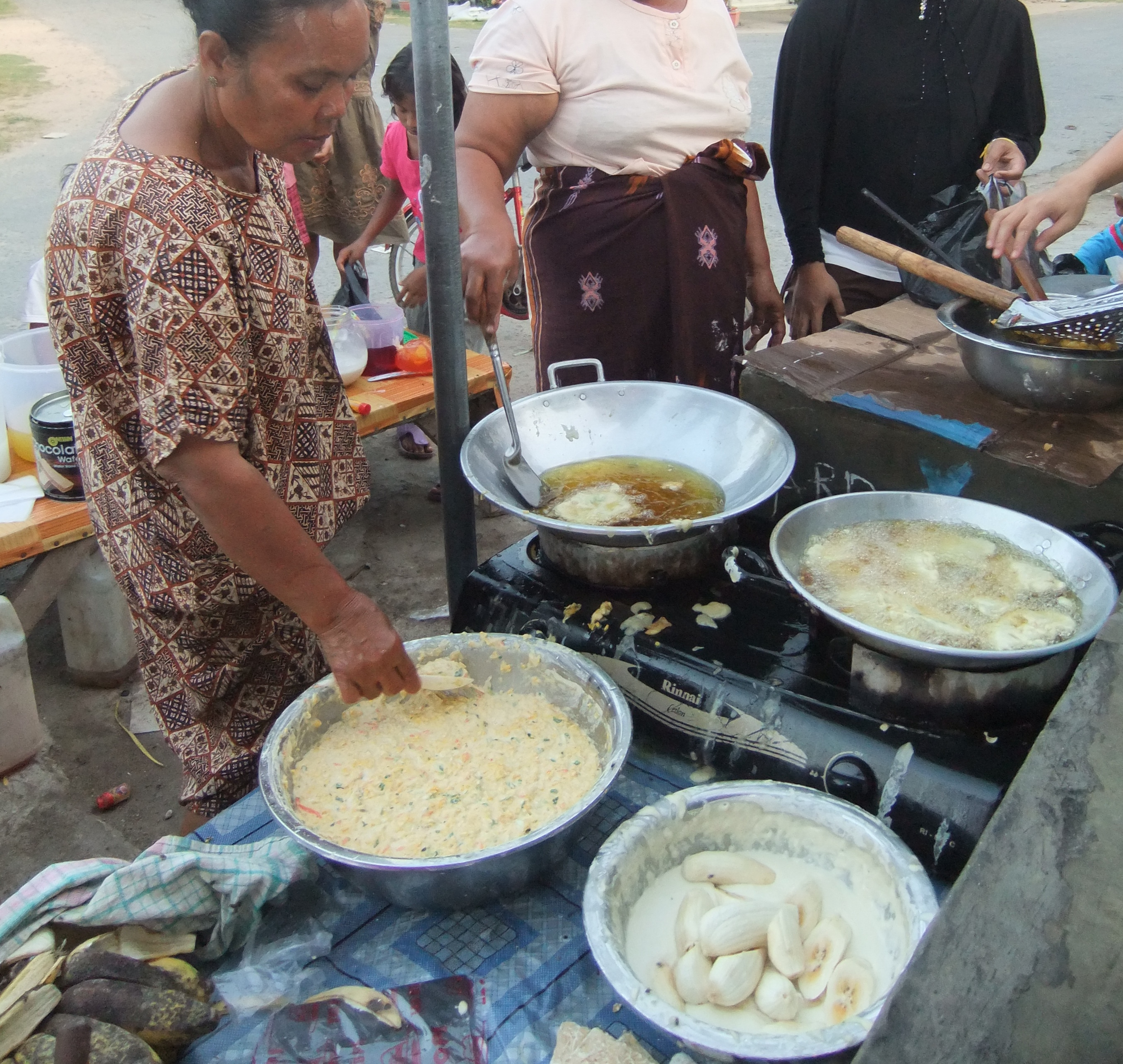
Vendedora ambulante fríe pisang goreng en Karimun Jawa.

En Indonesia, el pisang goreng se consume como refrigerio para acompañar el té o el café, ya sea por la mañana o al final de la tarde. Los warung kopi tradicionales (coffee shops locales) a menudo ofrecen pisang goreng y otros bocadillos, incluidos buñuelos y kue para acompañar el café o el té.
Además, el pisang goreng pertenece a la categoría de gorengan (en indonesio: buñuelos, de goreng "freír"), y muchas variedades se venden en puestos ambulantes por todo el país. El pisang goreng se reboza y se fríe con varios tipos de ingredientes tales como tempeh, mendoan, tahu goreng (tofu frito), oncom, batata, trozo de yuca, tapai de yuca, cireng (buñuelos de tapioca), bakwan (harina con verduras picadas) y frutos del árbol del pan.
Cada región de Indonesia ha desarrollado distintas recetas de pisang goreng con una variedad de nombres, ingredientes y técnicas de cocina diferentes. En Bali, por ejemplo, al pisang goreng se llama godoh biu, en Java Occidental se llama cau goreng, en Java gedhang goreng, en Sibolga pisang rakit y en Pontianak pisang kipas.
Otra variante es el pisang goreng kipas, en el cual el plátano es cortado en forma de abanico, rebozado y frito. El pisang goreng generalmente se vende junto con otros buñuelos de gorengan, como el tofu frito y el tempeh. Sin embargo, el pisang goreng Pontianak es muy popular en Indonesia y se vende exclusivamente en ciertos puntos de venta. Es usual confundir al pisang goreng Pontianak con el pisang goreng kipas, ya que ambos tienen una forma similar a la de un abanico, pero el primero suele rellenarse o se sirve con mermelada kaya.
Pisang goreng pasir literalmente significa "plátano frito arenoso", y se refiere al plátano recubierto con migas de pan que dan como resultado una textura crocante, similar a la de una croqueta. Los pisang goreng kremes javaneses emplearon técnicas ligeramente diferentes de rebozado y freído. El rebozado está hecha a base de harina de arroz, esencia de vainilla y leche de coco, lo que resulta en un aroma dulce y fragante.

## Platos similares o relacionados
En Filipinas, se lo conoce por diferentes nombres, ya que tiene diferentes variaciones. Se llama "maruya" si se reboza antes de freírlo, pritong saging para aquellos que se fríen en aceite sin rebozado previo, y "taco de plátano" o "toron" para aquellos que se fríen en aceite y azúcar antes de ensartarlos en brochetas de madera. Se suelen servir como merienda a la media tarde.
En Surinam, este refrigerio también se conoce como bakabana (que significa plátano horneado en sranang tongo).

## Galería

Pisang goreng
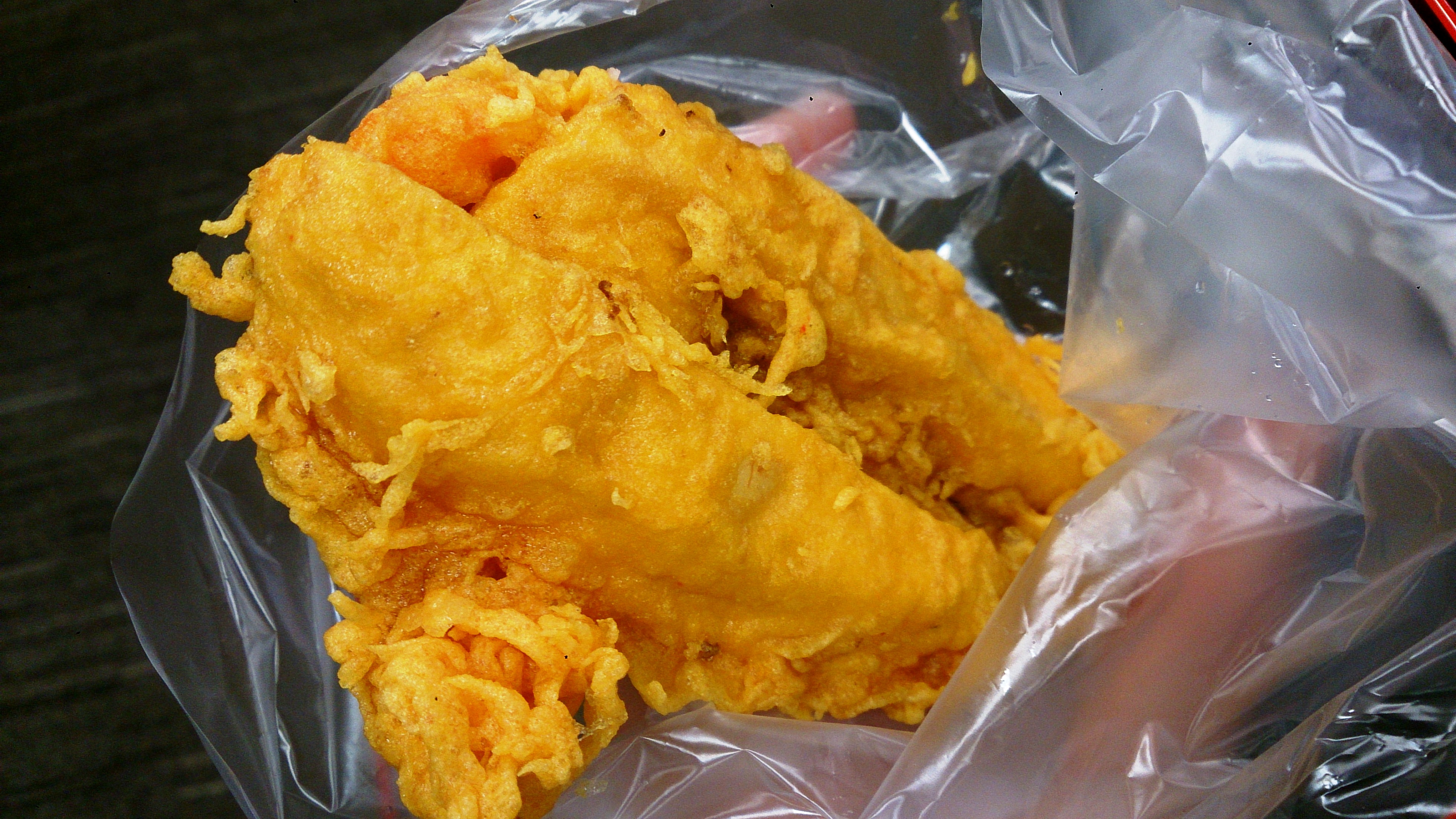
Pisang goreng.
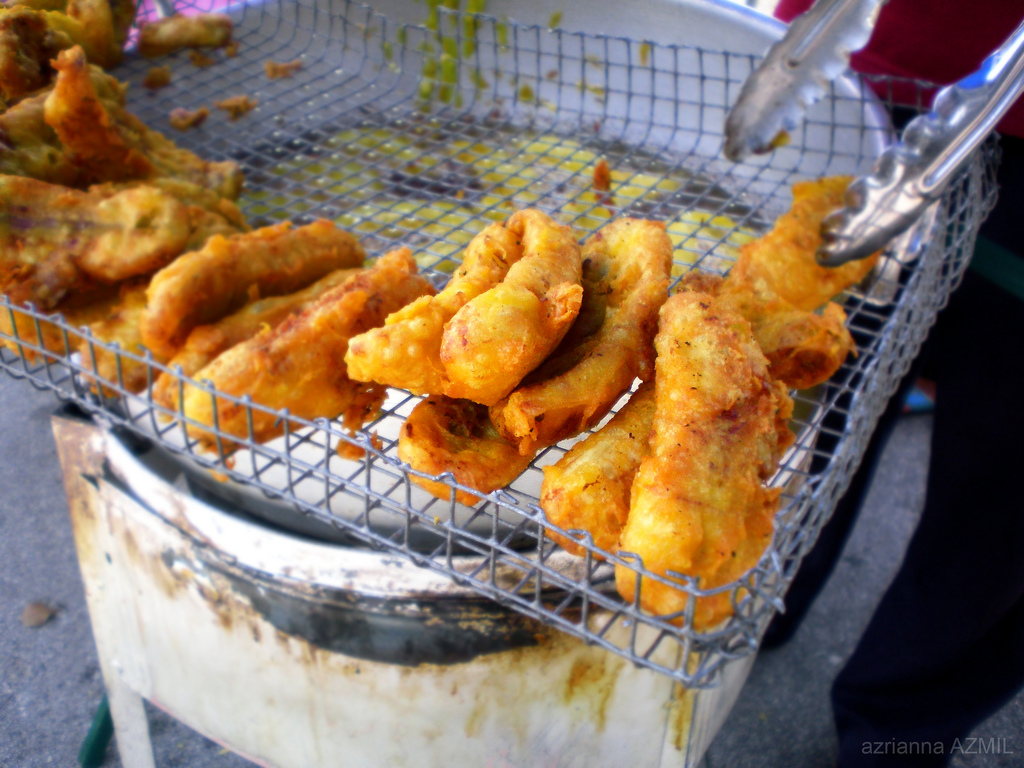
Vendedor ambulante gorengan (buñuelo) indonesio que ofrece pisang goreng.
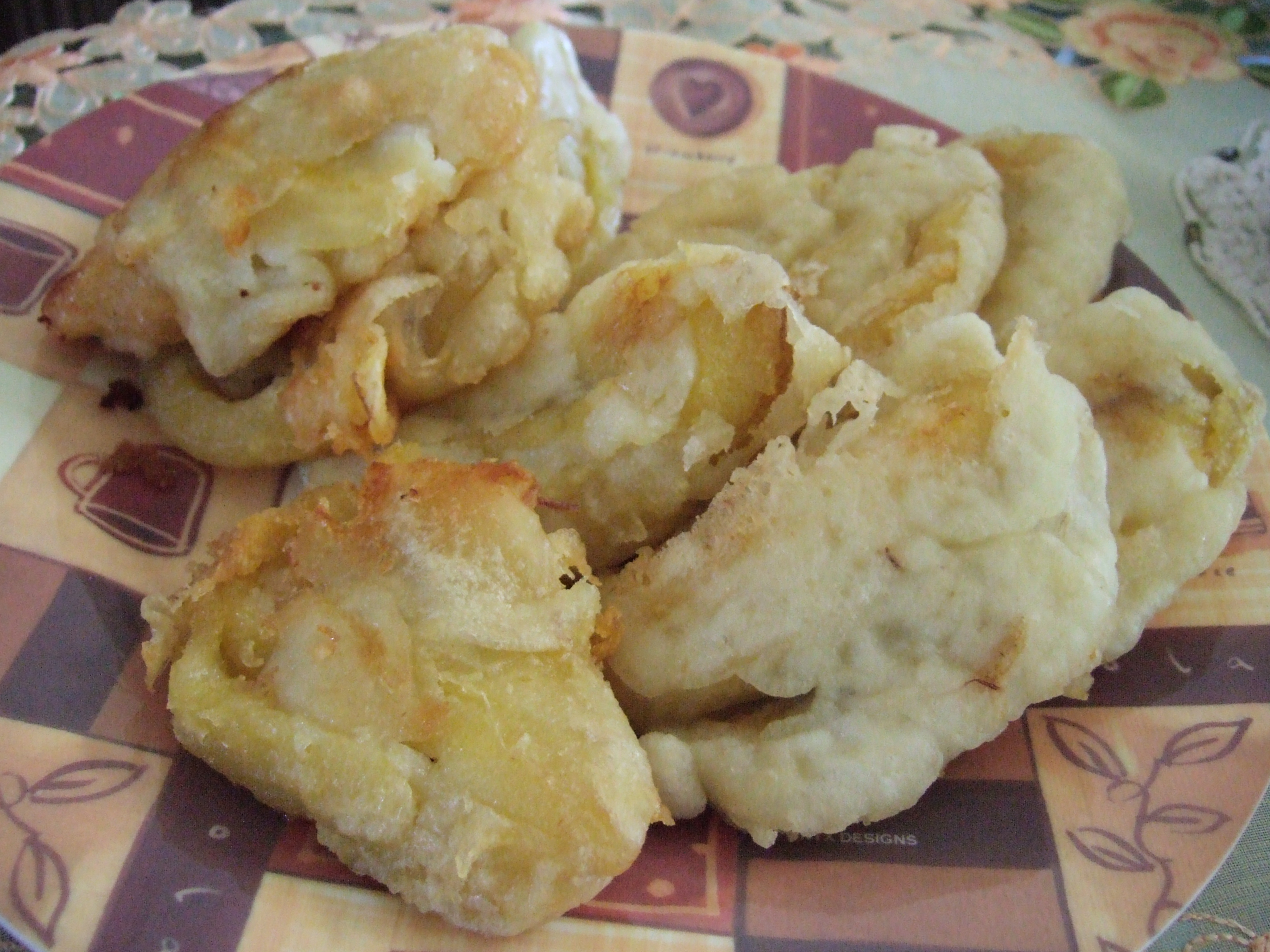
Pisang goreng rebozado.
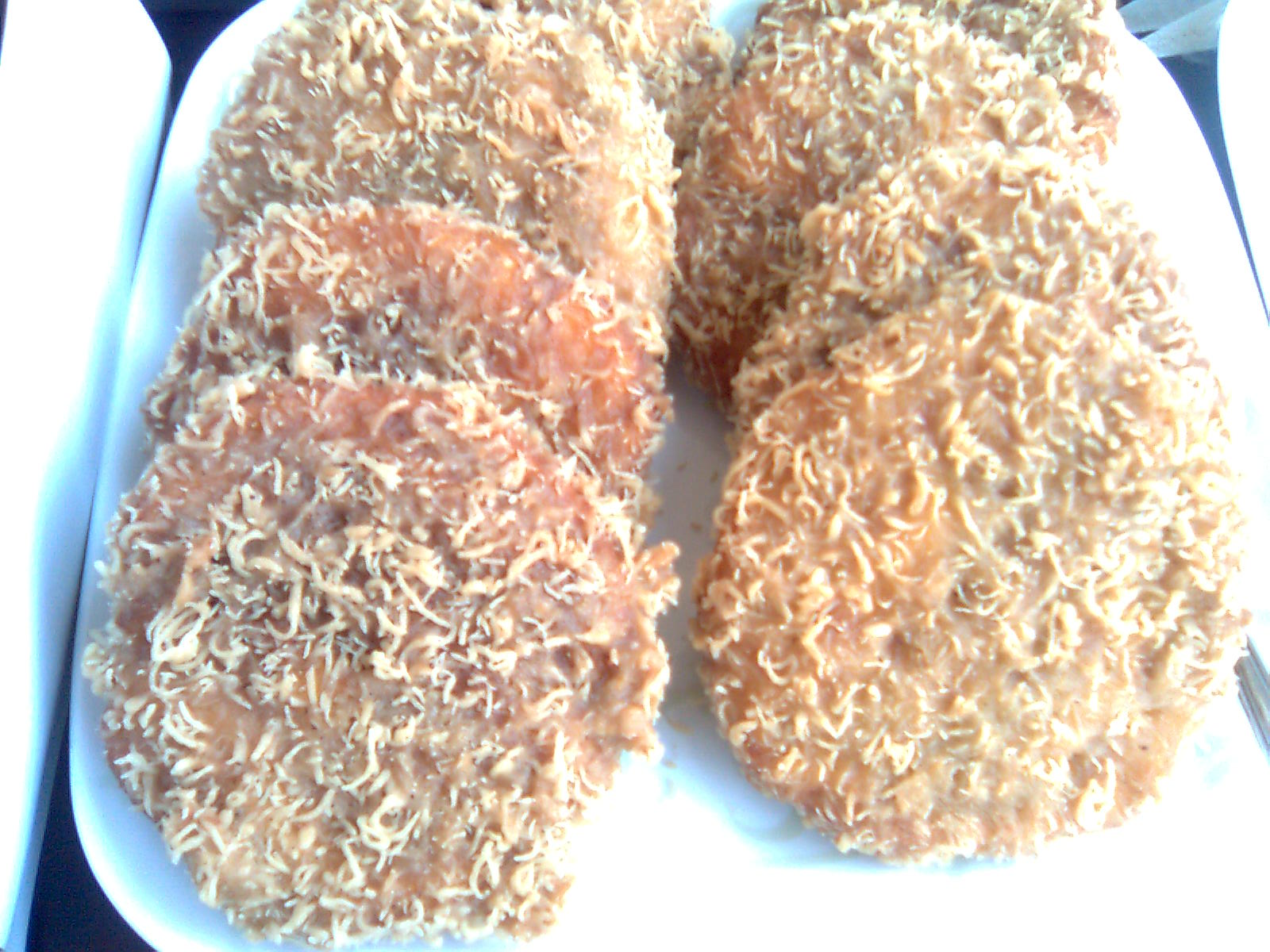
Pisang goreng plano con forma de disco.
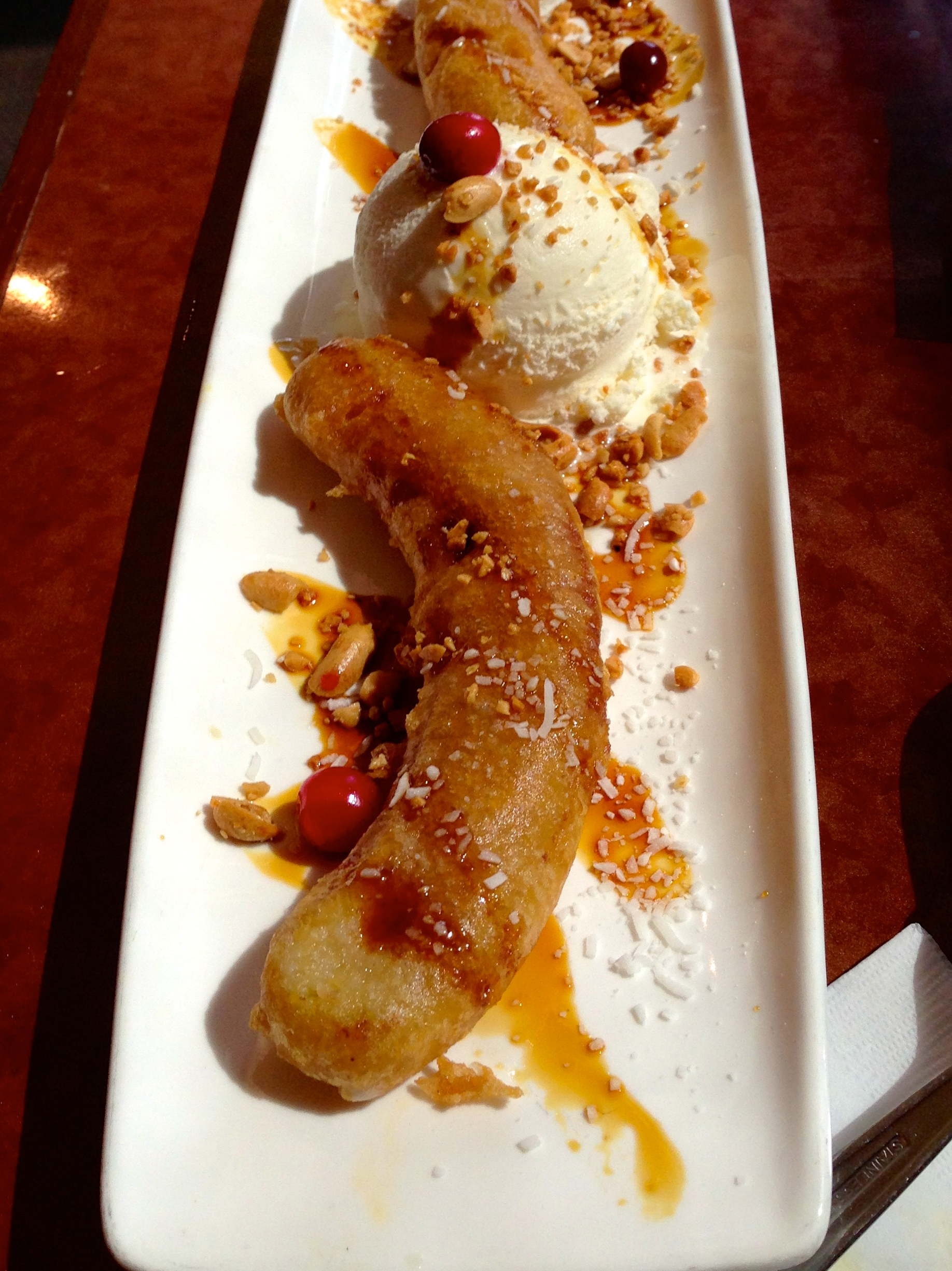
Pisang goreng con helado de vainilla